# Alice nel paese della vaporità
Alice nel paese della vaporità è un romanzo fantasy con ambientazione steampunk scritto da Francesco Dimitri, pubblicato nel 2010. Si tratta di una rivisitazione fantasy della storia di Le avventure di Alice nel Paese delle Meraviglie.

## Trama
Ben è un giovane scrittore che viene in possesso di alcuni brani di un romanzo. La storia racconta di Alice, una ragazza che vive in una periferia londinese alternativa. Questa Londra è circondata da una nebbia (la vaporità) prodotta da macchine per produrre energia per la città. La ragazza decide di partire all'avventura tra le tecnoimmondizie della periferia della città, durante il suo viaggio fa amicizia con gli Streamlander, i nativi della zona. A causa dell'inalazione di questo vapore gli Streamlander subiscono alterazioni sia fisiche che psichiche.

## Edizioni
- Francesco Dimitri, Alice nel paese della vaporità, 1ª ed., TEA, 2010,  p. 280, ISBN 978-88-502-2874-4.